# The Lost Experience
The Lost Experience — гра в альтернативній реальності, створена в якості розширення сюжетної лінії серіалу «Загублені». Перш за все, гра є Інтернет-проєктом і безпосередньо не пов'язана з серіалом, проте, дії гри розгортаються в тій же реальності і розкривають багато таємниць серіалу.

## Хронологія
Третього травня під час рекламної перерви одного з епізодів серіалу «Загублених» на телеканалі Ей-Бі-Сі було продемонстровано рекламний ролик Фонду Гансо, що мав телефонний номер цієї організації. Зателефонувавши за ним, можна було почути голосове меню, в якому пропонувалося дізнатися загальну інформацію про Фонд Гансо і відомості про чотирьох впливових співробітників Фонду — Алварі Гансо, Томаса Міттелверке, Г'юго Макайнтайре і Пітері Томпсона. Повідомлення про Г'юго Макайнтайре містило адресу офіційного сайту Фонду Гансо.
Так і почалася гра. З першого погляду сайт нагадував звичайнісінький сайт благодійного фонду, що займається вивченням  медицини,  фізики і  генної інженерії, всі дослідження спрямовані безпосередньо для вдосконалення людської раси. Однак через кілька днів при ретельному вивченні сайту можна було виявити різні зашифровані послання від невідомого хакера, яка називає себе «Персефона». Послання викликали сумніви з приводу благої діяльності Фонду по відношенню до людства і до планети в цілому. Так, наприклад, було заявлено, що працівники Фонду брали участь у неправомірних експериментах над тваринами, а на берегах Азії встановили величезну антену, дія якої в гіршу сторону змінила морське життя Індійського океану.
Через місяць в секретному розділі сайту з'явилося послання, в якому стверджувалося, що Алвара Гансо ніхто не бачив уже як кілька років. Весь цей час Фондом править його заступник Томас Міттелверк, який і є ініціатором протизаконної діяльності Фонду. Хакер заявив, що збирається видалити цей сайт в найближчі дні.
Протягом гри на сайті  Amazon з'являлися відеоролики з передачі «Книжкова розмова», в яких ведучий Лерд Гранджер брав інтерв'ю у Гарі Траупа. Вони обговорювали його «документальну» книгу «Рівняння Валенцетті», яка була вилучена з друку Фондом Гансо. Відеоролики датовані 16 вересня 2004 року (за шість днів до зникнення літака рейсу 815, в якому виявиться Гарі Трауп).
Хакер видалив всю інформацію з сайту Фонду, залишивши в вихідному коді посилання на блог якоїсь Рейчел Блейк, в якому вона писала про свої подорожі по Європі. Проте, при введенні пароля відкривався доступ до ще одного її блогу, що називався «Зупинити Гансо». Тепер він стає головним сайтом гри. У блозі Рейчел Блейк викладала відеоролики, в яких розповідала все, що знала про Фонд Гансо. Вона також заявила, що збирається знайти зниклого Алвара Гансо, і впевнена, що до його зникнення причетний Томас Міттелверк.
Через деякий час вона розповіла про те, що одна з відвідувачок її блогу хоче їй допомогти з викриттям Фонду Гансо, і призначила зустріч в Парижі. Коли Рейчел прибула на місце зустрічі, вона дізналася, що ця жінка — Дарла Тафт — загинула в аварії. Виявляється, що Дарла працювала в «Консорціум глобального добробуту», організації, що займаються перевірками різних компаній. Коли вона дізналася про темну діяльності Фонду Гансо, вона попросила свого коханця Г'юга Макайнтайра принести їй секретні документи з Фонду (так як він в ньому працював), щоб надати ці документи Рейчел Блейк. Але як тільки про це дізнався Томас Міттелверк, він підстроїв аварію, в якій Дарла і Г'юг загинули.
Рейчел потрапляє в квартиру Дарли і Г'юга, де виявляє інструкцію, згідно з якою вона повинна слідувати за Міттелверком на Шрі-Ланку.
Під час конференції ComicCon, на якій творці серіалу «Загублених» відповідали на питання глядачів, несподіваною із залу для глядачів стала Рейчел Блейк і звинуватила творців серіалу в змові з Фондом Гансо. Вона також додала, що якщо хтось хоче знати всю правду про Фонд, повинен відвідати сайт «Беззахисна Гансо».
На цьому сайті є відео, яке Рейчел таємно зняла на Шрі-Ланці. Однак вона побоялася викладати відео для загального доступу, і щоб його подивитися, необхідно для кожного шматочка знайти ключі, розкидані по багатьом сайтам.
Повна версія відео показує таємну зустріч вчених, на якій Томас Міттелверк демонстрував навчальний фільм для проєкту «Dharma Initiative». У фільмі розповідається походження і мета проєкту, яка полягає в зміні ключових значень рівняння Валенцетті. Також йдеться про те, що проєкт зазнав невдачі, але, незважаючи на це, Фонд все ж прагне завершити свою задачу. Після закінчення відео Томас Міттелверк пропонує вченим провести дії «павукового протоколу», в яких необхідно вбивати жителів сіл за допомогою вірусу. Незважаючи на те, що це звучить жорстоко, Томас впевнений, що таким чином вченим вдасться змінити ключові значення рівняння.
Щоб переконати Міттелверка в тому, що проти нього виступає не тільки Рейчел Блейк, а й тисячі людей з усього світу, Рейчел запустила сайт «Де Гансо?». Гравці повинні були знайти в магазинах і сфотографуватися з шоколадними батончиками «Аполло Канді», виписати унікальний код з етикетки і відправити на цей сайт.
В останньому відео показано, що Рейчел Блейк все ж вдається знайти Алвара Гансо. Весь цей час він перебував під забороною Томаса Міттелверка, який до теперішнього часу втік.
На наступний день на сайті Фонду Гансо з'явилося повідомлення, в якому Алвар приносить вибачення за темні справи Фонду і говорить про те,що його Фонд знову займатиметься благими справами.